# Listă de dramaturgi albanezi
Aceasta este o listă de dramaturgi albanezi în ordine alfabetică:

## A
- Gëzim Alpion
- Ag Apolloni
- Fatos Arapi

## B
- Dionis Bubani

## C
- Andon Zako Çajupi
- Spiro Çomora

## D
- Teki Dervishi
- Ridvan Dibra
- Spiro Dine
- Milo Duçi

## F
- Kristo Floqi
- Sami Frashëri

## G
- Fatmir Gjata

## H
- Kolë Mirdita Helenau

## K
- Ismail Kadare
- Ernest Koliqi
- Pellumb Kulla

## N
- Jeton Neziraj

## P
- Fadil Paçrami

## R
- Girolamo de Rada
- Kadrush Radogoshi
- Urani Rumbo

## S
- Francesco Antonio Santori
- Giuseppe Schirò Di Maggio
- Stefan Shundi

## T
- Kasëm Trebeshina

## Vezi și
- Listă de piese de teatru albaneze
- Listă de scriitori albanezi
- Listă de dramaturgi